# Station Huta
Station Huta is een spoorwegstation in de Poolse plaats Huta.